# دلتا v
دلتا ڤي (دلتا v) أو فارق السرعة (بالإنجليزية: Delta v) (رمز: {\displaystyle \Delta v}) هو التغير في متجه السرعة {\displaystyle {\overrightarrow {v}}} ووحدته متر/ثانية. متجه التغير في السرعة هو حاصل طرح سرعتين
{\displaystyle \Delta v=|{\overrightarrow {v_{2}}}-{\overrightarrow {v_{1}}}|} ,
حيث {\displaystyle {\overrightarrow {v_{1}}}} السرعة قبل حدث و{\displaystyle {\overrightarrow {v_{2}}}} السرعة بعد الحدث. ونظرا لأن {\displaystyle \Delta v} يحسب من فرق متجهي السرعتين، فإن تغير الإتجاه يؤخذ أيضا في الحسبان، عندما لا تتغير السرعة.
يستخدم في ديناميكيات طيران المركبات الفضائية، وهو مقياس للإندفاع لكل وحدة من كتلة المركبة الفضائية اللازمة لأداء مناورة مثل الإطلاق من كوكب أو قمر أو الهبوط عليه، أو مناورة مدارية في الفضاء. يعد كمية قياسية له وحدات السرعة. 
مثال بسيط على ذلك هو حالة المركبة الفضائية التقليدية التي تعمل بالدفع الصاروخي، والتي تحقق الدفع عن طريق حرق الوقود. وبالتالي، فإن فارق السرعة (دلتا) في المركبة الفضائية هي التغير في السرعة الذي يُمكن للمركبة الفضائية تحقيقه عن طريق حرق حمولتها الكاملة من الوقود.

## ديناميكا فضائية

دلتا في للحركة في المجموعة الشمسية: اختصارات: مدار إفلات (C3), مدار أرضي جغرافي متزامن (GEO), مدار أرضي جغرافي منتقل (GTO)، الأرض-قمر نقاط لاغرانج (L4/5), مدار أرضي منخفض (LEO)
مقادير Delta-v (km/s) لعدة مناورات مدارية مع استخدام صواريخ معتادة. الأسهم الحمراء تعطي إمكانية الكبح في أتجاه ما؛ والأعداد السوداء تعطي مقادير delta-v بالكيلومتر/الثانية في الاتجاهين سواء الصعود أو الهبوط.
مثال: يحتاج صاروخ إلى سرعة بين 9,3 و10 كيلومتر/الثانية لكي يصل إلى مدار أرضي منخفض LEO.

في رحلات الفضاء تكتب دلتا في بدلا من المعادلة الرياضية، وهي تعبر عن إمكانية مركبة فضائية على إجراء مناورة. في الحالة البسيطة حيث لا تتدخل جاذبية الأرض في العملية، نحسب دلتا ڤي كتكامل لأجزاء تغيرات السرعة على مسار الشيء المتحرك؛ بمعني مجموع التغيرات الحادثة للسرعة على طول المسار.
ولا يعتمد التكامل الناتج على وزن أو كتلة المركبة الفضائية، بل ولا يعتمد أيضا على الخصائص التقينة للمحرك أو الصاروخ. ونجد عدم الاعتماد هذا على كتلة المركبة الفضائية وقدرة المحرك مزية، أننا لا نحتاج لذكر كتلة المركبة أو قوة الدفع ولا مخزون الوقود؛ وإنما يكفي معرفة دلتا ڤي Delta v ({\displaystyle \Delta v_{\mathrm {max} }}) لمعرفة عما إذا كان في موسوع المركبة الفضائية إجراء مناورة بما بقي فيها من وقود؛ فإذا كانت قيمة دلتا ڤي {\displaystyle \Delta v_{\mathrm {max} }=0}، فلا يكون في استطاعة المركبة الفضائية إجراء مناورة.
في حالة الحركة في حقل جاذبية، مثل إطلاق صاروخ أو عبور مركبة فضائية على كوكب فلا تنتسب دلتا في إلى تغير السرعة مباشرة ولكن يمكن حساب قيمتها. وهي تعتمد في نفس الوقت على الخصائص الديناميكية الهوائية للمركبة الفضائية كما تعتمد على الزمن الذي تحتاجه المركبة الفضائية للوصول إلى مدار مستقر، أو الوصول إلى حالة السقوط الحر.
يحتاج اطلاق مركبة فضائية إلى مدار أرضي منخفض LEO دلتا ڤي  {\displaystyle \Delta v=7{,}8\,\mathrm {km/s} } ، لكي تبدأ من سرعة دوران سطح الأرض للوصول إلى سرعة المدار. ولا يعتمد هذا المقدار على بنية الصاروخ أو المركبة الفضائية. علاوة على ذلك يؤخذ في الحسبان {\displaystyle \Delta v=1{,}5-2\,\mathrm {km/s} } إضافية لمقاومة الهواء. ويمكن خفض تلك القيم باستغلال سرعة دوران الأرض التي من الممكن أن توفر لنا 465 m/s على الأكثر حينما يكون اطلاق الصاروخ عند خط الاستواء ويكون الميل 0° في اتجاه الشرق.
ويجب في تلك الحالة مراعاة أن وزن الحمولة بما فيها وزن مركبة الفضاء ووزن رواد الفضاء لها تاثير على دلتا ڤي المتوفرة للمركبة الفضائية، حيث أنه بزيادة الكتلة تقل Delta v المتبقية.
بمعنى آخر: إذا جمع رواد الفضاء خلال بعثة أبولو كمية أكبر من أحجار القمر واخذوها معهم للوصول إلى الصاروخ الذي يعيدهم إلى الأرض لكانت دلتا v لا تكفي لكي يصلوا إلى الصاروخ الذي يعيدهم إلى الأرض، الذي كان يحوم في مدار فوق القمر آنذاك في انتظارهم.
إن أقصى دلتا ڤي {\displaystyle \Delta v_{max}} للمركبة الفضائية أبولو المحملة كان يبلغ 2.804 m/s، في حين أن دلتا ڤي لمركبة الهبوط على القمر كانت تبلغ 4.690 m/s.

## مناورات مدارية
| نوع المناورة                             | ارتفاع المدار [كيلومتر] | {\displaystyle \Delta {v}} في العادة في السنة [m/s] | حد أقصى {\displaystyle \Delta {v}} في السنة [m/s] |
| ---------------------------------------- | ----------------------- | --------------------------------------------------- | ------------------------------------------------- |
| المحافطة على المدار                      |                         | 50 – 55                                             |                                                   |
| المحافطة على مدار (بسبب مقاومة الهواء)   | 400 − 500               | < 25                                                | < 100                                             |
| المحافطة على المدار (بسبب مقاومة الهواء) | 500 – 600               | < 5                                                 | < 25                                              |
| المحافظة على المدار (بسبب مقاومة الهواء) | > 600                   |                                                     | < 7,5                                             |
| المحافظة على الاتجاه                     |                         | 2 – 6                                               |                                                   |

## اقرأ أيضا
- متجهة
- تسارع
- القوة g